# Arsjalujs
Arsjalujs är en ort i Armenien.   Den ligger i provinsen Armavir, i den västra delen av landet, 25 kilometer väster om huvudstaden Jerevan. Arsjalujs ligger 864 meter över havet och antalet invånare är 3 808.
Terrängen runt Arsjalujs är platt åt sydost, men åt nordväst är den kuperad. Trakten är tätbefolkad. Närmaste större samhälle är Etjmiadzin, 6,9 kilometer öster om Arsjalujs.